# 드르노비체 경기장
드르노비체 경기장(체코어: Stadion Drnovice, 영어: Drnovice Stadium)은 체코 남모라바주 드르노비체에 있는 경기장이다. 1955년에 완공되었으며 과거 1. 체스카 포트발로바 리가 소속 축구 클럽인 1. FK 드르노비체의 홈 구장으로 사용되었다. 경기장은 6,616명까지 수용할 수 있다.

## 대한민국 축구 국가대표팀과의 인연
2001년 8월 15일 이 곳에서 열린 체코 축구 국가대표팀과의 평가전에서 0:5로 대패했다.